# Vindrosett

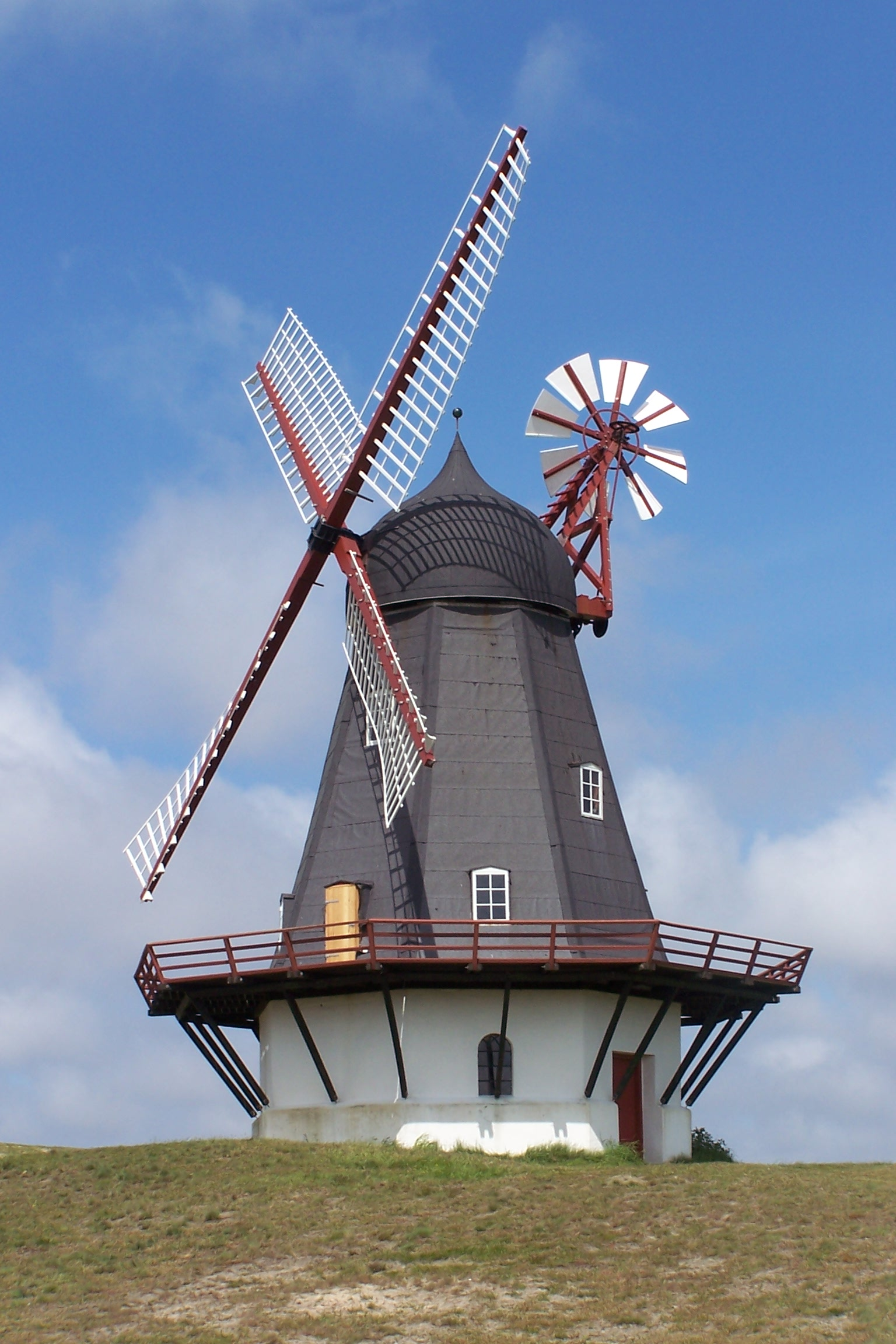
Dansk Holländare från 1895 i Sønderho, Fanø, med rosett

Rosett (engelska: fantail) - är en mindre vindrotor som kan vara monterad på den motsatta sidan gentemot huvudrotorn på olika typer av väderkvarnar, men främst på typen holländare. Detta vindroders funktion är att automatiskt vrida huvudrotorns infästning, allt eftersom vindriktningen ändras, för att hålla huvudrotorn i vindögat. Rosetten patenterades 1745 av Edmund Lee, en smed som arbetade vid Brockmill Forge nära Wigan, i England. Uppfinningen kom först i bruk på kvarnarna runt Leeds och Hull i slutet av 1700-talet. Rosetter kan återfinnas på olika typer av traditionella väderkvarnar. De är dock vanligare i Danmark, England och Tyskland än i övriga delar av Europa och världen.

## Funktion

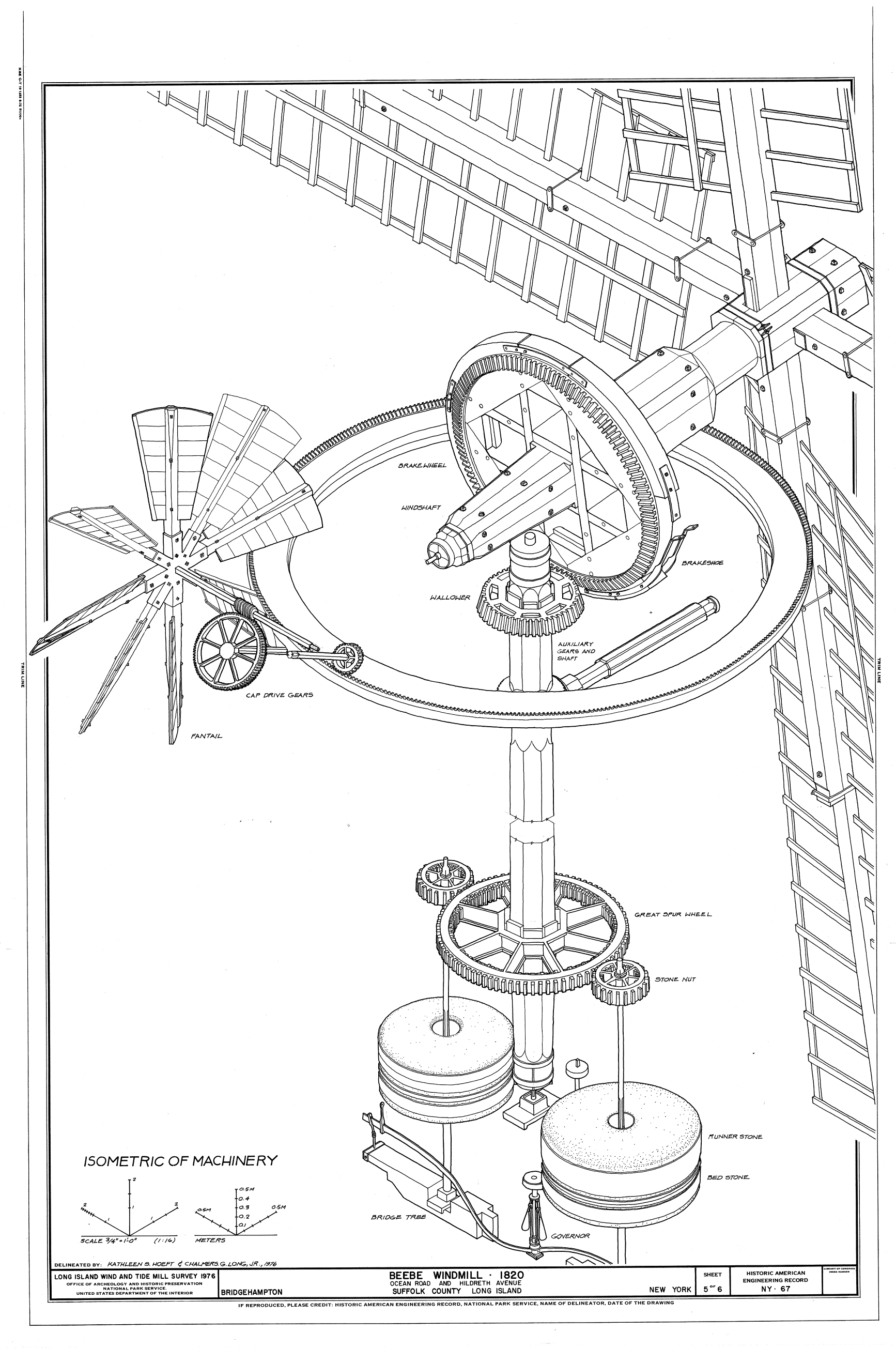

När det finns tillräckligt vindfång för att kunna driva vindrosetten betyder det också att huvudrotorn inte står optimalt i vindriktningen. Rotorn vrider då, via en kugghjulstransmission, runt en holländarkvarns toppkupol, eller via ett markbundet kronhjul runt en stubbkvarn eller paltrockkvarn. Detta gör den tills att rosettens rotor står parallellt med vinden och därmed att huvudrotorn står optimalt i vindriktningen, för att erhålla maximal verkningsgrad. Ett exempel på kuggutväxling på den automatiska vridningsanordningen (självdrejare på äldre svenska) är att det krävs cirka 2000 varv på rosettens rotor för att vrida hela topphättan, inklusive huvudrotor, ett halvt varv. En sådan förhållandevis hög utväxling medger att även ganska lätta vindar är tillräckligt för att klara vridningen på kvarnen.